# Marita Petersen
Marita Petersen, född 21 oktober 1940 i Vágur, död 26 augusti 2001 i Tórshavn var år 1993–1994 den första kvinnliga lagmannen (regeringschefen) på Färöarna. Hennes hem var präglat av kulturella och politiska traditioner.
Hon tog lärarexamen vid Hellerup Seminarium 1964 och byggde år 1980 på sin utbildning med examen i pedagogisk psykologi vid Danmarks lärarhögskola. Hon undervisade i folkskolan till 1989 då hon blev undervisningsledare i det färöiska undervisningsdirektoratet. År 1998 blev hon ordförande i Sernámsmiðdepilin (Specialpedagogiska centret) samt ordförande för Färöarnas lärarsamfund.
Hennes period som lagman från januari 1993 till september 1994 var en av de mest turbulenta perioderna i Färöarnas historia, där både finans- och ekonomisektionerna höll på att rasa samman. År 1993 blev Marita Petersen ordförande för Javnaðarflokkurin. Internt arbetade för en utbyggd demokrati och förnyelse av partiets program. Hon lade stor vikt på att aktivera kvinnorna och skapade ett kvinnligt nätverk. Hon var mellan 1994 och 1996 ordförande i Lagtingets presidium. Efter år 1998 lämnade hon den färöiska politiken och koncentrerade sig på arbetet med att bygga upp ett specialpedagogiskt centrum, som hon kort innan blev ledare för. Hon avled av cancer år 2001.